# Andrea Cochran
Andrea Cochran (* 1954 in New York City) ist eine US-amerikanische Landschaftsarchitektin in San Francisco. Sie ist eine Fellow der American Society of Landscape Architects.

## Leben
Cochran wurde in New York City geboren und wuchs im Nordwesten New Jerseys auf. Sie interessierte sich für ein Kunststudium, wurde aber von ihrer Familie davon abgehalten. Sie schrieb sich an der Rutgers University ein und wollte ursprünglich Tiermedizin studieren, wechselte aber schließlich zur Landschaftsarchitektur, nachdem sie eine Vorlesung des Leiters des Programms, Roy DeBoer, besucht hatte. 1976 erhielt sie ihren Bachelor-Abschluss, 1979 schloss sie die Harvard Graduate School of Design mit einem Master of Landscape Architecture ab. 1981 zog Cochran in die California Bay Area.
Zu Beginn ihrer Karriere arbeitete Cochran an der Ostküste und in Europa, bevor sie nach Kalifornien umzog. Sie arbeitete für The Planning Collaborative in San Francisco, bevor sie 1989 mit ihrem Kollegen Topher Delaney die Partnerschaft Delaney, Cochran & Castillo, Inc. gründete.  Im Jahr 1998 gründete Cochran Andrea Cochran Landscape Architecture. Im Jahr 2007 wurde sie Fellow der American Society of Landscape Architects (ASLA). Sie ist eine der sieben Frauen aus der Dokumentation Women in the Dirt von Carolann Stoney aus dem Jahr 2012. 2014 wurde sie mit der ASLA Design Medal ausgezeichnet, in Anerkennung ihrer „außergewöhnlichen Designarbeit auf nachhaltigem Niveau über einen Zeitraum von mindestens zehn Jahren“.
Cochran wird häufig als „Meisterin des Minimalismus“ im Landschaftsdesign gelobt. Die preisgekrönten Projekte ihrer Firma zeichnen sich oft durch klare Linien, minimalistische Strukturen und Kanten aus, die durch massenhafte Bepflanzung definiert werden. Ihr Arbeit wird beeinflusst von Landschaftsarchitekten wie Dan Kiley, Garrett Eckbo und James Rose und Künstlern wie Robert Irwin und Fred Sandback.

## Exemplarische Arbeiten
- Maislabyrinth aus Weidenzweigen, Sonoma Cornerstone, Sonoma, CA[12]
- Innenhof mit wiederverwendetem Zypressenholz, Curran House, San Francisco[13][14]
- Designarbeit für Outdoor-Möbel-Linie der Firma Landscape Forms[15]

## Auszeichnungen (Auswahl)
- 2020 ASLA Honor Award für das Anwesen 901 Fairfax Hunters View[16]
- 2019 Kirby Ward Fitzpatrick Prize für die Helen Diller Civic Center Playgrounds[17]
- 2017 ASLA Award of Excellence für das Anwesen Birmingham Residence[18]
- 2017 ASLA Honor Award für das Windhover Contemplative Center[19]
- 2014 National Design Award in der Kategorie „Landscape Architecture“[20]